# Hang Dơi Mộc Châu
Hang Dơi, còn gọi là Động Sơn Mộc Hương, gọi theo tiếng Thái là Thẩm Kia hoặc Thẳm Kia (Hang Dơi), là một hang trong dãy núi đá vôi ở phía bắc thị trấn Mộc Châu tỉnh Sơn La, Việt Nam .
Hang thuộc dạng karst trong núi đá vôi. Người dân địa phương biết đến hang đã từ lâu, và có nhiều truyền thuyết về hang, cũng như sử dụng làm nơi trú ẩn từ thời kháng chiến chống Pháp, nhưng với giới khảo cổ thì được coi là phát hiện năm 1952.

## Vị trí
Hang Dơi nằm ngay trung tâm thị trấn Mộc Châu, ở dãy núi phía bắc quốc lộ 6, cách đường là 165 mét. Từ quốc lộ 6 lên tới hang ta phải leo 240 bậc là tới cửa hang. Đường tới hang được tạo dáng uốn khúc, uyển chuyển làm dịu đi nỗi mệt khi du khách phải đi lên cao. Hang được gọi là Hang Dơi vì ngày xưa đây là hang động có rất nhiều dơi sinh sống, từng bày đàn dơi cư trú sâu trong hang đá và nay thì đã di chuyển tới nơi khác. Người dân tộc Thái thì gọi là thẳm Kia (hang Dơi), hoặc là hang Sa Lai (hang Nước) vì trong lòng núi có mạch nước ngầm chảy quanh năm không cạn .
Hang có diện tích khoảng 6.915 m², là hang động karst trong đá vôi điển hình, nằm ở độ cao gần 100m so với mặt đất. Hang có chiều dài 80m, cao 20m, rộng 25m, kết cấu thành 3 khoang lớn, được ngăn bằng các bức tường thạch nhũ.
Theo truyền thuyết thì có một con rồng, ngao du khắp bốn phương trời, đi qua vùng này thấy sơn thủy hữu tình, cảnh vật như tranh, khí hậu ôn hoà bèn dừng lại làm chỗ nghỉ chân. Dãy núi có hang động, được ví là nơi thân rồng nằm, cảnh sắc trong ngày thay đổi ngoạn mục, trắng ngần lúc ban mai, xanh biếc buổi trưa, rực hồng buổi chiều, tím biếc hoàng hôn. Sau rồng trả ơn cho vùng đất đã nhả 7 viên ngọc là 7 quả núi tạo nên hang đá.

## Khảo cổ
Tại nơi đây tháng 9/1992 Bảo tàng tỉnh Sơn La kết hợp với Viện Khảo cổ học Việt Nam tiến hành thăm sát khảo cổ học. Hố thăm sát được thực hiện trên khu đất khá bằng phẳng gần cửa hang với diện tích 1 m2. Ở đây có tầng văn hóa dày 0,5 m. Hiện vật thu được gồm: mảnh tước, rìu mài lưỡi, bi đá, mảnh gốm, kết quả những hiện vật thu được cho thấy tại di tích Hang Dơi này đã có người Việt cổ sinh sống cách ngày nay từ 3000 từ 3500 năm.

## Du lịch
Ngày 24/1/1998 di tích Hang Dơi được Bộ Văn hoá Thông tin công nhận là di tích danh lam thắng cảnh cấp Quốc gia.
Hang Dơi cùng với di tích danh thắng đẹp Thác Dải Yếm, rừng thông Bản Áng,... mảnh đất có khí hậu ôn hòa, giàu tiềm năng về du lịch và phát triển kinh tế. Hơn nữa Mộc Châu còn là địa bàn quần cư thống nhất của nhiều dân tộc anh em như: Thái, Mường, Kinh, H'Mông, Dao... Mỗi dân tộc đều có một phong tục tập quán, bản sắc văn hóa riêng đậm nét truyền thống. Tất cả những nét đẹp đó tạo cho Mộc Châu sức hấp dẫn đến kỳ lạ đối với du khách gần xa.